# De Luchtcadetten van België

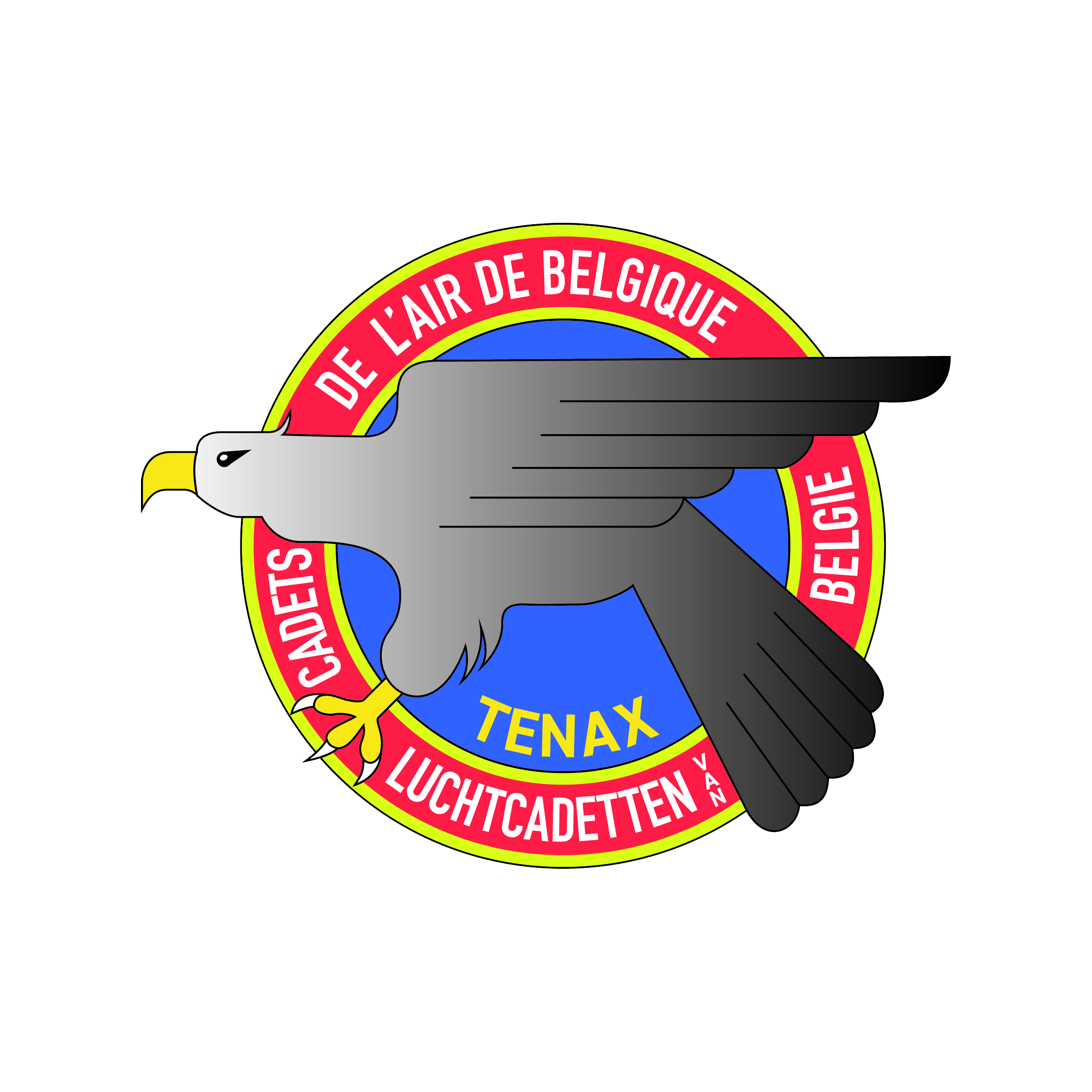
Beeldmerk van de Luchtcadetten van België

De Luchtcadetten van België is een burgerlijke jeugdbeweging die gesteund wordt door de Belgische Luchtcomponent van Defensie. Zij heeft tot doel jonge mensen, in een geest van samenwerking en verantwoordelijkheid, warm te maken voor de luchtvaart. Hierbij legt ze de nadruk op het creëren van interesse voor een carrière als varend personeel bij de Luchtcomponent. De vereniging telt in 2022 ongeveer 200 cadetten en bijna evenveel kaderleden.
Ze heeft een Nederlandstalige en een Franstalige (Les Cadets de l'air de Belgique) naam. Als ze gezamenlijk naar buitentreden is het meestal als Royal Belgian Air Cadets. 
Per jaar krijgen een vijftigtal geselecteerde jongeren van 15 en 16 jaar de kans om toe te treden tot de vereniging en te beginnen aan een drie jaar durende vorming tot zweefvliegpiloot. Hierna kunnen de beste cadetten nog eens tot maximaal drie jaar langer lid blijven.
De vorming van cadetten wordt verzorgd door een kader bestaande uit actieve militairen, reservemilitairen en burgers. Meestal komen deze uit het luchtvaartmilieu.

## Geschiedenis
Tijdens de Eerste Wereldoorlog werden er voor de eerste keer vliegtuigen ingezet op grote schaal. Toen de Grote Oorlog voorbij was, kwamen heel wat vliegtuigen in handen van privépersonen en aeroclubs. Dit gaf de aanleiding naar de oprichting van het 'Nationaal Comité voor Luchtvaartpropaganda' eind jaren 1920. Dit comité had als doel jongeren warm te maken voor de luchtvaart. De 'Belgian Air Scouts' was geboren  en werd al snel omgedoopt tot 'Belgian Air Cadets'. In 1939 opende een eerste smaldeel te Evere, onder leiding van Gerard Tremerie, die later aan het hoofd kwam te staan bij de helikoptersectie van Sabena.
In 1956 werd de vzw 'De Luchtcadetten van België' opgericht. In andere landen, zoals Canada, het Verenigd Koninkrijk en de Verenigde Staten waren gelijkaardige initiatieven. De Belgische vereniging werd vanaf de oprichting actief gesteund door de Belgische luchtmacht.

## Toelatingsvoorwaarden
Om geselecteerd te kunnen worden voor een sessie dient men aan de volgende voorwaarden te voldoen:
- Belg zijn of onderdaan van een lidstaat van de Europese Economische Ruimte of van de Zwitserse Bondsstaat;
- 15 of 16 jaar worden in het jaar van inschrijving;
- De eerste graad van het secundair onderwijs beëindigd hebben;
- Voltijds dagonderwijs volgen;
- Geschreven toestemming van een wettige voogd kunnen voorleggen;
- Geslaagd zijn en batig gerangschikt zijn in de vergelijkende toegangsproeven;
- Medisch geschikt zijn.

## Toelatingsproeven

### Theoretische examens en sportproeven
De theoretische examens en de sportproeven worden over het algemeen georganiseerd in begin september van het jaar van kandidatering. Zij vinden plaats in de Koninklijke School voor Onderofficieren (KSOO) in Saffraanberg. Het zijn schriftelijke examens van het niveau einde 1ste jaar van de 2de graad algemeen secundair onderwijs.

### Medische proeven
Na het slagen voor de theoretische en sportproeven worden de kandidaten volgens het klassement uitgenodigd om deel te nemen aan de medische proeven in het militaire hospitaal MHKA te Neder-Over-Heembeek. De testen zijn gebaseerd op de eisen voor jachtpiloten. Enkel de beste kandidaten worden geaccepteerd. De selectie stopt zodra er 30 Nederlandstalige en 20 Franstalige kandidaten voldoen aan alle voorwaarden.
De voornaamste onderzoeken zijn:
- Gezichtsvermogen;
- NKO (neus, keel en oor);
- ECG (electrocardiogram);
- Pneumologie;
- Algemeen onderzoek.

## Aspirant Cadet
Eens geselecteerd, maken de nieuwe rekruten deel uit van 50 jongeren die "aspiranten" genoemd worden. Zij vatten eerst de theorie aan, daarna de praktische vorming.

#### De theorie
De vereniging biedt haar leden een volledige opleiding aan tot piloot van een zweefvliegtuig. Kennis van aerodynamica, meteorologie, instrumenten, reglementen, vliegtuigtechniek- en besturing zijn dan ook onontbeerlijk als iemand in een cockpit wil plaatsnemen. Gedurende een tiental dagen tijdens de paasvakantie volgen aspiranten de verschillende theoretische cursussen die gegeven worden door piloten, luchtverkeersleiders, meteorologen en vlieginstructeurs. Deze intensieve periode wordt georganiseerd op de militaire luchtmachtbasis van Florennes. Ze wordt afgesloten met een examen waarvoor men dient te slagen om verder te gaan met de praktijk.

#### De praktijk
Tijdens de daaropvolgende zomervakantie volgt een vliegkamp van 3 weken in Weelde. In het eerste jaar leren de aspiranten de basis van het vliegen op het zweefvliegtuig "Twin II" en zullen ze tegen het einde van het kamp in principe hun eerste solovlucht uitvoeren. 
Na de zomerkampen kunnen aspiranten deelnemen aan vijf vliegweekends die in Bevekom, Florennes en Weelde georganiseerd worden. Gedurende deze weekends kunnen de cadetten hun continuïteit behouden en vliegvaardigheden verfijnen.
Het eerste jaar wordt afgesloten met een officiële vleugeluitreiking waar alle aspiranten hun vleugels opgespeld krijgen door de Generaal van de Luchtmacht.

## Flight Cadet

#### Het tweede jaar: "Flight"
Na het behalen van hun vleugels worden de aspiranten in het tweede jaar "flight cadet". Dat jaar begint met een vliegkamp van één week tijdens de paasvakantie in Weelde. Flights kunnen tijdens dit kamp extra ervaring opdoen, hun geleerde vaardigheden opfrissen en zich klaarstomen voor het zomerkamp.
In de zomervakantie gaan de flights opnieuw op vliegkamp. Dit gedurende drie weken, deze keer in Bertrix. Daar leren de flights een nieuwe manier van opstijgen, namelijk de sleepstart achter de Piper Cub. Flights krijgen hier ook de kans om zich om te scholen naar andere types zweefvliegtuigen binnen de vereniging.
Ook krijgen zij de mogelijkheid om extra ervaring op te doen tijden vliegweekends te Weelde, Florennes en Bevekom, die plaatsvinden gedurende het voor- en najaar.

#### Het derde jaar: "Flight"
In het derde jaar kunnen de flights verder blijven deelnemen aan de vliegweekends en de zomerkampen. Gedurende dit jaar worden de flights aangemoedigd om hun zweefvlieglicentie te behalen en krijgen ze de mogelijkheid om prestatievluchten uit te voeren om op deze manier zo veel mogelijk vliegbrevetten te behalen.
Cadetten die zich bijzonder onderscheiden hebben door hun inzet en houding in vlucht kunnen in hun derde jaar deelnemen aan een internationale uitwisseling voor Luchtcadetten, ook wel IACE genaamd. Deelnemende landen zijn onder meer de Verenigde Staten, Canada, Zwitserland, Frankrijk, Australië en Hong-Kong.
De flights dienen de vereniging te verlaten na het laatste vliegweekend van dit jaar. De beste flights hebben echter nog de mogelijkheid om op aanvraag langer in de vereniging te blijven, dit tot maximaal het jaar waarin ze 21 worden.

## Senior Cadet
Flights die geselecteerd werden kunnen deelnemen aan alle vliegactiviteiten als "senior". Ze krijgen opnieuw de mogelijkheid om vliegervaring op te doen en hun zweefvlieglicentie te behalen.
Bovendien is het ook de taak van de seniors om de aspiranten en flights te begeleiden tijdens de theoretische cursussen en vliegactiviteiten. Elk jaar moeten ze opnieuw hun aanvraag indienen om zo maximaal drie jaar als senior in de vereniging te blijven, tot het jaar waarin de seniors 21 worden. Daarna kunnen seniors hun kandidatuur indienen om permanent de vereniging te vervoegen als kaderlid. Dit wordt enkel aan de beste seniors gegund want elk jaar zijn de plaatsen beperkt.

## Vloot
| Zweefvliegtuig      | In dienst | Afbeelding |
| Grob G103 Twin II   | 10        |            |
| Grob G103 Twin III  | 1         |            |
| Grob CS Astir Jeans | 5         |            |
| DG505 Elan Orion    | 4         |            |
| DG300               | 3         |            |

| Sleepvliegtuig       | In dienst | Afbeelding |
| Piper L21B Super Cub | 4         |            |